# Chorebus pseudoasramenes
Chorebus pseudoasramenes är en stekelart som beskrevs av Tormos, Pardo, Jimenez, Asis och Gayubo 2003. Chorebus pseudoasramenes ingår i släktet Chorebus och familjen bracksteklar. Inga underarter finns listade i Catalogue of Life.